# نجماوات
نجماوات (الاسم العلمي: Asteroideae) هي أسرة نباتية تتبع فصيلة النجمية من رتبة النجميات.

## قبائل
- النجماوية (الاسم العلمي: Astereae)
- الدواراوية (الاسم العلمي: Heliantheae)
- العطاساوية (الاسم العلمي: Helenieae)
- البرسياوية (الاسم العلمي: Gnaphalieae)
- الشيخاوية
  - الشيخينة
    - الحنقلان
- الطيوناوية (الاسم العلمي: طيوناوية)
- البكورياوية (الاسم العلمي: Calenduleae)
- القيصوماوية (الاسم العلمي: أربياناوية)
- الغافثياوية (الاسم العلمي: Eupatorieae)
- البلوشياوية (الاسم العلمي: Plucheeae)

## أجناس
- نجمي